# Pollenia hungarica
Pollenia hungarica este o specie de muște din genul Pollenia, familia Calliphoridae, descrisă de Knut Rognes în anul 1987.
Este endemică în Ungaria. Conform Catalogue of Life specia Pollenia hungarica nu are subspecii cunoscute.